# Carly Fiorina
Carly Fiorina (født Cara Carleton Sneed 6. september 1954 i Austin, Texas) er en amerikansk forretningskvinde med politiske ambitioner. Hun var 1999-2005 administrerende direktør (CEO) for Hewlett-Packard og stillede - uden at blive valgt - op som republikansk kandidat til senatet i 2010. Hun overvejede at stille op til præsidentvalget i 2016, hvilket hun bekræftede den 4. maj 2015.
Fiorina meddelte i august 2015, at hun var imod regeringen fastsætter barselsorlov med udbetaling i form af f.eks. dagpenge, for ansatte i den private sektor.